# Воеводство Сербия и Темешварский банат
Воеводство Сербия и Темешварский банат (нем. Woiwodschaft Serbien und Temescher Banat; нем. Die serbische Wojwodschaft und das temeser Banat; серб. Војводство Србија и Тамишки Банат, Српска Војводина и Тамишки Банат) — провинция Австрийской империи, существовавшая в 1849—1860 годах.

## История
В 1848 году в Австрийской империи, как и во всей Европе, начались революционные волнения. Состоявшаяся в Карловцах сербская Майская скупщина провозгласила образование Сербской воеводины. Так как сербы требовали автономии, но соглашались остаться в составе империи, то венский двор, ради борьбы с венграми, которые провозгласили создание независимого государства, был вынужден пойти на компромисс. Имперская конституция, объявленная 4 марта 1849 года, предусматривала, что «Воеводство Сербия» получит устройство, «которым будет подтверждена его церковь и народность на основе старых „привилегий“ и императорских указов», а императорским патентом от 18 ноября 1849 года была образована отдельная территориальная единица «Воеводство Сербия и Темешварский банат» (неформально часто называемая «Воеводиной»).
Сербская по названию административно-территориальная единица охватывала меньшее пространство, чем то, на которое претендовали сербы. В неё не вошли участки Военной границы и районы в Венгрии, на которых, согласно «привилегиям», ранее компактно проживали сербы; в то же время в её состав вошла часть Баната, населённая румынами. Отделённое от Венгрии Воеводство подчинялось напрямую Вене, однако не было объявлено отдельной «коронной землёй». Титул «воевода» принадлежал императору, а вице-воеводой был назначен австрийский генерал; позднее императорский наместник стал исполнять обязанности военного и гражданского губернатора. Взамен упразднённых старых жупаний появилось сначала два, а потом пять округов, которые делились на срезы и общины. Административным центром воеводства стал Темешвар, а не Нови-Сад, как того ожидали сербы.
Поражение Австрии в войне с Францией и Сардинией сделало необходимым урегулирование отношений с венгерской частью империи, которое могло быть возможным только в результате восстановления конституционных прав и целостности Венгерского королевства. Одной из первых жертв стала Воеводина, формально упразднённая в декабре 1860 года. В мае 1861 года органы Сербского воеводства передали власть администрации обновлённых жупаний. Титул «воеводы сербского» (нем. Grosswojwod der Wojwodshaft Serbien) оставался в титулатуре императора Австрии (впоследствии — Австро-Венгрии) вплоть до распада империи в 1918 году.

## Население
Согласно переписи 1850—1851 годов, в Воеводстве проживало:
- румын — 347 459 человек
- немцев — 335 080 человек
- сербов — 321 110 человек
- венгров — 221 845 человек
- прочих — 200 727 человек

(среди «прочих» были буневцы и шокцы — 65 796 человек, болгары — 22 780 человек, словаки — 25 607 человек, евреи — 15 507 человек, цыгане — 11 440 человек, греки и цинцары — 2820 человек)
Официальными языками стали немецкий и иллирийский (будущий сербскохорватский): языком администрации был немецкий, однако обращаться к официальным органам разрешалось и на родном языке.

## Административно-территориальное деление
Первоначально Воеводство делилось на два округа:
- Бачка-Торонталь
- Темешвар-Караш

Затем было введено деление на пять округов:
- Гроссбечкерек
- Лугош
- Нойзац
- Темешвар
- Зомбор

## Губернаторы
- Фердинанд Майерхофер (1849—1851)
- Иоганн Баптист Коронини-Кронберг (1851—1859)
- Йосип Шокчевич (1859—1860)
- Карл Бигот де Сен--Кантен (1860)